# Chehel Gazi
Chehel Gazi é uma cidade do Afeganistão, localizada na província de Balkh.